# Anton Gill
Anton Gill, noto anche con lo pseudonimo di Oliver Bowden (Ilford, 22 ottobre 1948), è uno scrittore britannico di narrativa storica e immaginaria.

## Biografia
Prima di dedicarsi a tempo pieno alla scrittura, Gill ha lavorato per molte grandi industrie di spettacolo britanniche, fra cui la BBC. Con lo pseudonimo di Oliver Bowden ha scritto una serie di libri ambientati nell'universo dei videogiochi Assassin's Creed.

## Opere

### La trilogia dello scriba Huy
- 1991 - La città dell'orizzonte (City of the Horizon), Il Giallo Mondadori n. 2431
- 1993 - La città dei sogni (City of Dreams), Il Giallo Mondadori n. 2462
- 1993 - La città dei morti (City of the Dead), Il Giallo Mondadori n. 2489

### Altri romanzi
- 1984 - Martin Allen is Missing

### Saggistica
- 1984 - Mad About the Boy: The Life And Times of Boy George And Culture Club
- 1988 - The Journey Back from Hell: Conversations with Concentration Camp Survivors
- 1990 - Berlin to Bucharest: Travels in Eastern Europe
- 1993 - A Dance Between Flames: Berlin Between the Wars
- 1994 - An Honourable Defeat: A History of German Resistance to Hitler, 1933-1945
- 1994 - The Great Escape
- 1995 - Ruling Passions: Sex, Race And Empire
- 1997 - The Devil's Mariner: A Life of William Dampier, Pirate And Explorer, 1651-1715
- 1998 - Last Talons of the Eagle: Secret Nazi Technology Which Could Have Changed the Course of World War II
- 2001 - Extinct (scritto con Alex West)
- 2001 - Peggy Guggenheim. Una vita leggendaria nel mondo dell'arte (Peggy Guggenheim: A Biography), Baldini Castoldi Dalai (ISBN 9788884905888)
- 2002 - Il Gigante: Michelangelo, Florence And the David, 1492-1504
- 2003 - The Egyptians: The Kingdom of the Pharaohs Brought to Life
- 2007 - Empire's Children

### Romanzi di Assassin's Creed (scritti con lo pseudonimo di Oliver Bowden)
1. Assassin's Creed: Rinascimento (2009)
2. Assassin's Creed: Fratellanza (2011)
3. Assassin's Creed: La crociata segreta (2011)
4. Assassin's Creed: Revelations (2011)
5. Assassin's Creed: Forsaken (2012)
6. Assassin's Creed: Black Flag (2013)
7. Assassin's Creed: Unity (2014)
8. Assassin's Creed: Underworld (2015)
9. Assassin's Creed: Desert Oath (2017)